# Дрежник
Дрежник (словен. Drežnik) — поселення в общині Чрномель, Південно-Східна Словенія, Словенія. Висота над рівнем моря: 176,2 м.